# Ramal ferroviario Saladillo-San Enrique
El Ramal Empalme Barrancosa - San Enrique (Ramal R-12) pertenecía al Ferrocarril General Roca, Argentina.

## Ubicación
Se hallaba íntegramente en la provincia de Buenos Aires, atravesando los partidos de Saladillo y Veinticinco de Mayo.

## Características
Era un ramal de 56 km entre Saladillo, partido homónimo, y San Enrique, Partido de Veinticinco de Mayo.

## Historia
El ramal fue habilitado por la compañía Ferrocarril del Sud, el 1 de julio de 1911. Los servicios de pasajeros fueron cancelados por el Decreto Nacional 547/77 el 2 de marzo de 1977 y sus vías fueron levantadas en 1992.